# Idaea degeneraria
Idaea degeneraria är en fjärilsart som beskrevs av Jacob Hübner 1798. Idaea degeneraria ingår i släktet Idaea och familjen mätare. Inga underarter finns listade i Catalogue of Life.

## Bildgalleri

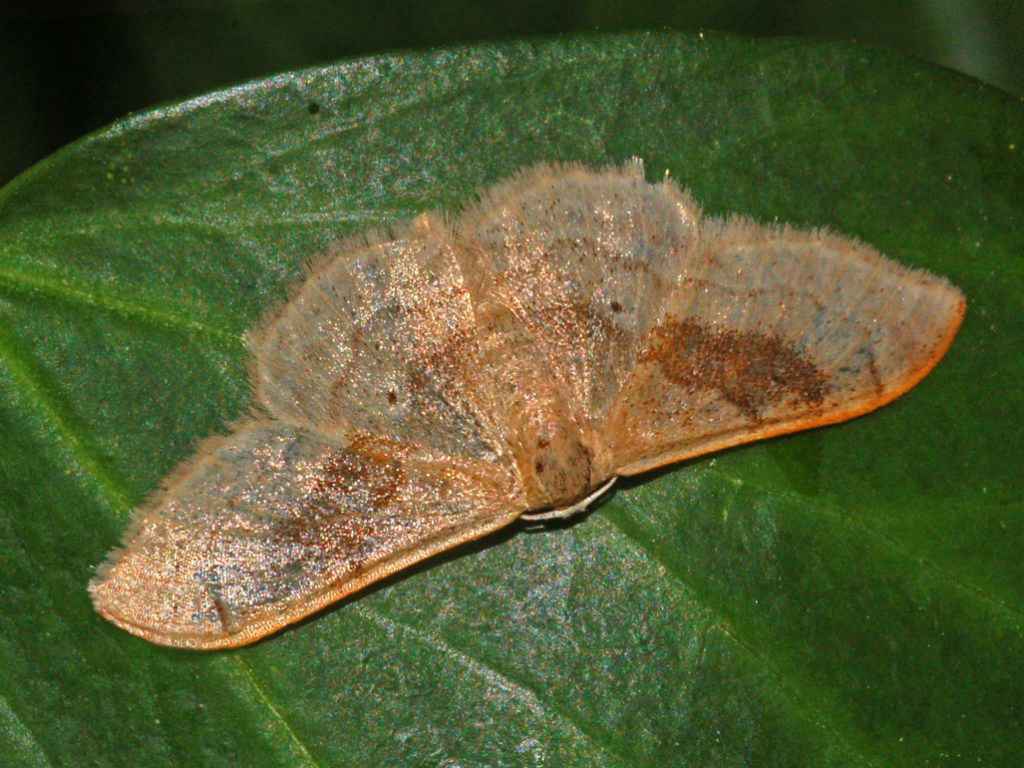